# Gymnorhamphichthys
Gymnorhamphichthys är ett släkte av fiskar. Gymnorhamphichthys ingår i familjen Rhamphichthyidae.
Kladogram enligt Catalogue of Life:
| Gymnorhamphichthys | \| \| Gymnorhamphichthys hypostomus \| \| \| \| \| \| Gymnorhamphichthys petiti \| \| \| \| \| \| Gymnorhamphichthys rondoni \| \| \| \| \| \| Gymnorhamphichthys rosamariae \| \| \| \| |
|                    | \| \| Gymnorhamphichthys hypostomus \| \| \| \| \| \| Gymnorhamphichthys petiti \| \| \| \| \| \| Gymnorhamphichthys rondoni \| \| \| \| \| \| Gymnorhamphichthys rosamariae \| \| \| \| |
|                    | Iracema |
|                    | |
|                    | Rhamphichthys |
|                    | |
|                    | Gymnorhamphichthys hypostomus |
|                    | |
|                    | Gymnorhamphichthys petiti |
|                    | |
|                    | Gymnorhamphichthys rondoni |
|                    | |
|                    | Gymnorhamphichthys rosamariae |
|                    | |

|  | Gymnorhamphichthys hypostomus |
|  |                               |
|  | Gymnorhamphichthys petiti     |
|  |                               |
|  | Gymnorhamphichthys rondoni    |
|  |                               |
|  | Gymnorhamphichthys rosamariae |
|  |                               |